# 巴拉马蒂
巴拉马蒂（Baramati），是印度马哈拉施特拉邦浦那县的一个城镇。总人口51342（2001年）。

## 人口
该地2001年总人口51342人，其中男性26577人，女性24765人；0—6岁人口6391人，其中男3425人，女2966人；识字率73.47%，其中男性为79.27%，女性为67.26%。